# Уильямсон, Рон
Рональд «Рон» Кейт Уильямсон (3 февраля 1953 — 4 декабря 2004) — бывший игрок (катчер/питчер) малой бейсбольной лиги, был одним из двоих осужденных в 1988 году в Оклахоме за изнасилование и убийство девушки Деборы Сью «Дебби» Картер. Его товарищ и собутыльник Деннис Фриц был приговорён к пожизненному заключению, а сам Уильямсон — к смертной казни. 11 лет спустя оба были освобождены, так как анализ ДНК доказал их невиновность. Их история стала предметом первого документального романа Джона Гришэма «Невиновный» (The Innocent Man: Murder and Injustice in a Small Town).

## Ранние годы
Рон родился и вырос в городе Эйда (штат Оклахома), он был единственным сыном, младшим из всех. Он играл в бейсбол в старшей школе Ашера, его родители специально переехали туда чтобы он мог тренироваться под руководством легендарного тренера Марла Боуэна. Даже в очень юном возрасте Рон был уже выдающимся атлетом. Прямо после окончания старшей школы он находился на 41-м месте в рейтинге любителей-бейсболистов 1971 года второго отборочного круга команды Окленд Атлетикс. Сезон 1972 года Рон провёл в команде Кус-бей — Норд Бенд класса А, он набрал 265 очков в 52-х играх. 1973 год стал для него непродуктивным, он набрал 137 очков играя за команду Ки Уэст Конч, сделал всего 13 ранов за 59 игр. Травма плеча прервала его карьеру на следующие несколько лет. У отца Рона был друг детства бывший питчер высшей лиги Гарри «Кот» Бричин, благодаря этому Рона устроили в команду «Нью-Йорк Янкис» он играл в их малой лиге в 1976 и 1977 годах. В последнем сезоне он отстоял питчером 14 игр, сделав 33 иннинга. В возрасте 24 лет его бейсбольная карьера закончилась, его жизнь захватили алкоголь и наркотики. Два года спустя ему снова удалось попасть в команду Янки но его выступления так же прошли без особого успеха. Травмированное плечо снова прервало его карьеру.
Бейсбольная карьера закончилась. Уильямсон перепробовал несколько других работ. Он стал пьяницей и наркоманом, у него начала всё больше проявляться серьёзная душевная болезнь, ввергая его в депрессию. Он жил с матерью Хуанитой Уильямсон.

## Арест, осуждение и освобождение
8 декабря 1982 года Дебора «Дебби Сью» Картер, посещавшая "Кочлайт", бар в Эйде, где часто появлялся Уильямсон, была найдена изнасилованной и убитой. Пять лет спустя были арестованы Уильямсон и его друг Денис Фриц по неубедительным показаниям, включая весьма необычное показание, которое полицейские получили от психически больного Уильямсона, предложив ему помечтать. Фрица и Уильямсона судили раздельно и в 1988 году сочли их виновными. Уильямсон был приговорён к смертной казни а Фриц был приговорён к пожизненному заключению.
Доказательства включали в себя показания эксперта, который провёл анализ волос, сейчас этот анализ считается недостоверным. Эксперт заключил, что 13 из 17 волосков найденных на месте преступления «на микроскопическом уровне совместимы» с волосами Фрица и Уильямсона и утверждал что один из них «совпадал». Защите не удалось доказать что образцы волос могли принадлежать обвиняемым, это могло бы быстро очистить от обвинений обоих. Несмотря на быстро прогрессирующее душевное заболевание не было предпринято никаких действий чтобы признать невменяемость Уильямсона.
После их осуждения некий Рикки Джой Симмонс сделал признание. Рон Уильямсон узнал об этом, находясь в камере смертников, поверил что Симмонс совершил это преступление и периодически требовал его ареста. Симмонсу так никогда и не было предъявлено обвинение. 22 сентября 1994 года Уильямсону оставалось только пять дней до казни, но её выполнение было приостановлено согласно апелляции habeas corpus. В то время Уильямсон кричал «Я невиновен! Я невиновен! Я невиновен!» из своей камеры в знак протеста против его предстоящей казни.
После 11 лет пребывания в камере смертников и тюрьме Уильямсон и Фриц были оправданы благодаря результатам анализа ДНК и освобождены 15 апреля 1999 года (Уильямсон стал 78-м освобождённым из камеры смертников с 1973 по 29 ноября 2010 года). В 2003 они подал в суд на город Эйда, стороны пришли к соглашению о выплате Уильямсону 500 тыс. долларов. Власти штата Оклахомы урегулировал претензию в досудебном порядке, сумма выплаты не разглашается.
Многие жители Эйды продолжали верить, что Уильямсон и Фриц виновны, несмотря на их освобождение. Эта вера была так сильна что оба бывших заключённых боялись что прокурор Билл Питерсон и другие представители власти в Эйде попытаются ещё раз привлечь их к суду.

## Смерть
Пятью годами спустя Уильямсон скончался в частной лечебнице от цирроза печени. Хотя он и злоупотреблял наркотиками и алкоголем наступление цирроза могло быть ускорено приёмом аминазина и других нейролептиков. Автор бестселлеров Джон Гришэм прочёл некролог Уильямсона в газете The New York Times и сделал его и Фрица героями своего первого документального романа: «Невиновный» (The Innocent Man: Murder and Injustice in a Small Town) опубликованного в 2006. Книга также стала бестселлером.

## Настоящий убийца
В итоге за убийство Дебби Картер был осужден Глен Гор из Эйды, давший показания против Уильямсона и Фрица. Он был последним, кто видел Картер. Свидетели видели, как он с ней спорил в ночь её смерти. Хотя он и был допрошен полицией, с него не сняли отпечатков пальцев, он не давал образцов слюны и волос. В то время как Уильямсон и Фриц находились в заключении Гор также пребывал в заключении за другое преступление .
Только после того как Уильямсона и Фрица оправдали Глен Гор пошёл под суд на основании того же анализа ДНК, благодаря которому были оправданы Уильямсон и Фриц. Анализ показал что на месте преступления были ДНК Гора. 24 июня 2003 года Гор был осужден за убийство первой степени (предумышленное убийство) и приговорён к смертной казни, но его приговор был отменён в августе 2005 года. 21 июня 2006 года над ним состоялся второй суд и судья Том Ландрит приговорил его к пожизненному заключению без возможности освобождения, которое требуется по закону в связи с юридическим тупиком вынесения приговора.